# Yussuf Saleh
Yussuf Saleh (* 22. März 1984 in Solna) ist ein äthiopisch-schwedischer Fußballspieler. Der Mittelfeldspieler bestritt seine bisherige Karriere in Schweden und Kasachstan.

## Werdegang
Saleh spielte in der Jugend bei den schwedischen Vereinen FC Inter Orhoy, Råsunda IS und AIK, ehe er in der Spielzeit 2006 seine ersten Schritte im Erwachsenenbereich beim unterklassig antretenden Klub Hässelby SK machte. Von dort wechselte er Anfang 2007 zum Drittligisten Vasalund/Essinge IF. Im Sommer 2007 wurde ein Leihgeschäft mit dem spanischen Klub Ciudad de Murcia – dort stand seinerzeit mit Henok Goitom bereits ein Schweden unter Vertrag – vereinbart, das jedoch nach der Übernahme eines Investor aus Granada und der damit verbundenen Umsiedlung und Auflösung des Klubs wenige Tage nach Abschließen der Vereinbarung letztlich nicht zustande kam. Daher spielte er weiterhin für den bisherigen Klub, mit dem er als Tabellendritter der Nordstaffel am Ende der Spielzeit 2007 einen Aufstiegsplatz knapp verpasste.
Nach einer weiteren Halbserie beim nunmehr als Vasalunds IF antretenden Klub verpflichtete ihn Ende Juni 2008 sein ehemaliger Jugendverein AIK nach einem guten Eindruck beim Probetraining und Probespiel. Bei seinem neuen Verein kam der Mittelfeldspieler jedoch nicht über den Status eines Ergänzungsspielers hinaus und agierte in der Allsvenskan häufig lediglich als Einwechselspieler, dabei stand er in anderthalb Jahren lediglich viermal in der Startformation. Anfang 2010 verlieh ihn daher der Klub zum Syrianska FC in die Superettan. In 22 Spielen erzielte er dort zwei Tore und trug somit zum Aufstieg des Klubs in die erste Liga bei. Im folgenden Frühjahr wurde das Leihgeschäft erneuert, um AIK von den Kosten zu entlasten. Nach erfolgreichem Klassenerhalt blieb Salah beim Syrianska FC, der ihn gemeinsam mit Ismail Lawal fest verpflichtete.
Im Februar 2013 wurde Yussuf Saleh von Tobyl Qostanai aus Kasachstan unter Vertrag genommen. Hier blieb er jedoch nur eine Spielzeit, anschließend kehrte er nach Schweden zurück. Erneut schloss er sich dem mittlerweile zweitklassig antretenden Syrianska FC an, bei dem er einen bis zum Sommer 2014 gültigen Vertrag unterzeichnete. Nach Ablaufen seines Vertrages wechselte er im August innerhalb der Superettan zum IK Sirius. Nur ein Jahr später nahm ihn dann der AFC United unter Vertrag. Dort absolvierte er 14 Ligaspiele und erzielte dabei einen Treffer.
Nachdem er seit langer Zeit ohne Verein war, schloss sich Saleh im August 2017 erneut dem Drittligisten Vasalunds IF an. Von 2019 bis 2021 stand er beim FoC Farsta in der fünften Division unter Vertrag, dann beendete er seine Karriere.

## Nationalmannschaft
Von 2012 bis 2014 absolvierte Yussuf Saleh 16 A-Länderspiele für die äthiopische Auswahl, in denen er zweimal traf.